# Phaonce
Le roi Phaonce est un personnage mythique (ou non selon les sources[Lesquelles ?]) de l'histoire du marronnage à La Réunion.

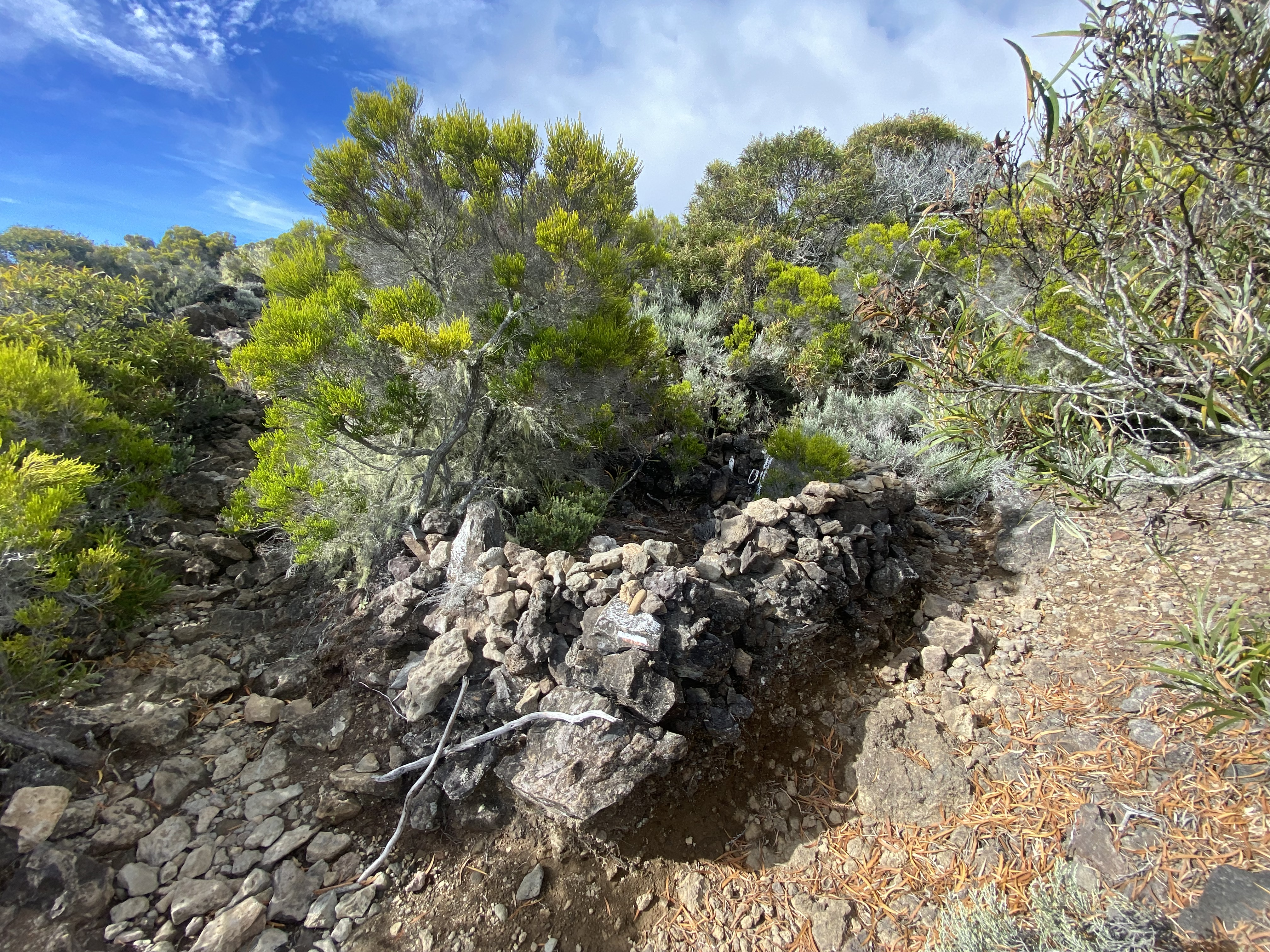
La tombe du roi Phaonce, sur le sentier du Petit Bénare à La Réunion.

Il est considéré comme « le roi des esclaves marrons dont le domaine s'étendait du Petit Bénare au Grand Bénare » ; Tué par des chasseurs de primes et enterré sur place, son poignet gauche et son oreille droite furent ramenés à son propriétaire. Son souvenir est fréquemment associé au souvenir de la révolte des esclaves à Saint-Leu (haut lieu du marronnage), en 1811.

## Géographie historique

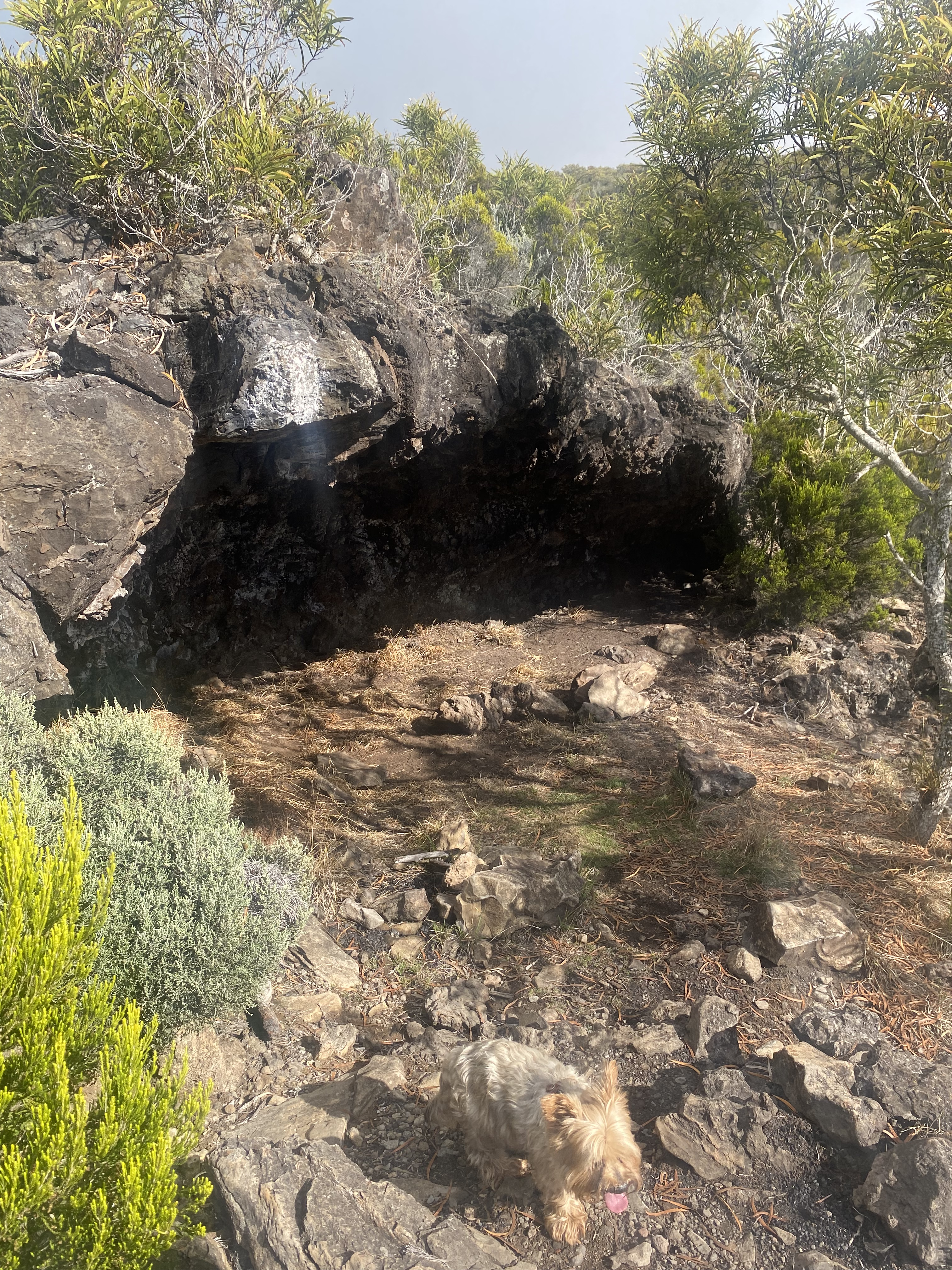
La grotte du roi Phaonce, sur le sentier du Petit Bénare, à 2420 mètres d'altitude.

Une grotte porte son nom sur le sentier reliant le piton rouge au Petit Bénare.